# Lijst van werken van Hugo van der Goes
Deze lijst geeft een overzicht van de werken van de 15e-eeuwse Vlaamse kunstenaar Hugo van der Goes.

## Hoofdwerken
| Afbeelding | Titel                                                                 | Datering           | Techniek                       | h × b (cm)              | Locatie | Opmerkingen                                                                                                 |
| ---------- | --------------------------------------------------------------------- | ------------------ | ------------------------------ | ----------------------- | --- | --- |
|            | Monforte-retabel                                                      | ca. 1470-1475      | olieverf op eiken paneel       | 147,5 × 239 + 10 × 76,3 | Berlijn, Gemäldegalerie | |
|            | De heilige Stefanus                                                   | ca. 1475           |                                | 31,8 × 26               | Sankt Gallen, Kulturmuseum St. Gallen (voorheen Historisches und Völkerkundemuseum)                                                | Banier van Karel de Stoute, beschilderd door Hugo van der Goes of atelier                                   |
|            | Lucas-Madonna of De heilige Lucas schildert de Madonna (linkerpaneel) | ca. 1475-1480      | olieverf op eiken paneel       | 104,5 × 62,8            | Lissabon, Museu Nacional de Arte Antiga                                                                                            | Het rechterpaneel met de Madonna is verloren gegaan; er bestaat een prent die op het tweeluik is gebaseerd  |
|            | Portret van een man                                                   | ca. 1475-1480      | olieverf op paneel             | 31,8 × 26,7             | New York, Metropolitan Museum of Art                                                                                               | Door Hugo van der Goes of een schilder uit zijn omgeving                                                    |
|            | Portret van een biddende man met Johannes de Doper                    | ca. 1475-1480      | olieverf op eiken paneel       | 32 × 22,5               | Baltimore, Walters Art Museum | |
|            | Grote kruisafneming of De bewening van Christus                       | ca. 1475-1480      | lijmtempera op doek (Tüchlein) | 42 × 46,1               | Oxford, Christ Church Picture Gallery                                                                                              | Fragment van een groter werk (ca. 70 × 100 cm) waarvan tientallen kopieën en navolgingen bestaan            |
|            | Drievuldigheidspanelen Bonkilpanelen Holyroodaltaar                   | ca. 1475-1480      | olieverf op paneel             | elk paneel: 202 × 100,5 | Edinburgh, Scottish National Gallery (bruikleen van Royal Collection)                                                              | |
|            | Portinari-altaar                                                      | ca. 1476/1477-1480 | olieverf op paneel             | geopend: 253 × 586      | Florence, Uffizi | |
|            | Weense diptiek (linkerpaneel): De zondeval                            | ca. 1477-1479      | olieverf op paneel             | 33,8 × 23               | Wenen, Kunsthistorisches Museum | |
|            | Weense diptiek (rechterpaneel): Bewening van Christus                 | ca. 1477-1479      | olieverf op paneel             | 34,4 × 22,8             | Wenen, Kunsthistorisches Museum | |
|            | Maria met Kind of Madonna op de halve maan                            | na 1476            | lijmtempera op doek (Tüchlein) | 40,5 × 27               | Pavia, Pinacoteca Malaspina | |
|            | Maria met Kind                                                        | ca. 1477-1479      | olieverf op paneel             | 23,8 × 17,4             | Frankfurt am Main, Städel Museum                                                                                                   | Middenpaneel van een triptiek, zijluiken uit ca. 1485-1490 door een anonieme kunstenaar                     |
|            | Dirk Bouts en Hugo van der Goes: Hippolytustriptiek                   | ca. 1475 en 1479   | olieverf op paneel             | linkerpaneel: 92 × 41   | Brugge, Sint-Salvatorskathedraal                                                                                                   | Hugo van der Goes voltooide het linkerpaneel met de twee stichters: Hippolyte Berthoz en Elisabeth Huyghens |
|            | Kleine kruisafneming (linkerhelft)                                    | ca. 1480           | lijmtempera op doek (Tüchlein) | 53,1 × 38               | Antwerpen, The Phoebus Foundation (voorheen collectie Wildenstein in New York; geveild op 28 januari 2021 bij Sotheby's, New York) | |
|            | Kleine kruisafneming (rechterhelft)                                   | ca. 1480           | lijmtempera op doek (Tüchlein) | 53,6 × 38,7             | Berlijn, Gemäldegalerie | |
|            | De geboorte van Christus of De aanbidding door de herders             | ca. 1480           | olieverf op eiken paneel       | 99,2 × 249              | Berlijn, Gemäldegalerie | |
|            | De dood van Maria of Dormitio Mariae                                  | ca. 1480-1482      | olieverf op eiken paneel       | 147,4 × 122,3           | Brugge, Groeningemuseum | |

## Werken op papier
| Afbeelding | Titel                             | Datering      | Techniek                                                                                      | h × b (cm)       | Locatie                                      | Opmerkingen                                                                          |
| ---------- | --------------------------------- | ------------- | --------------------------------------------------------------------------------------------- | ---------------- | -------------------------------------------- | ------------------------------------------------------------------------------------ |
|            | Portret van een oude man          | na 1475       | olieverf op papier, bevestigd op eiken paneel                                                 | 22,2 × 16,5      | New York, Metropolitan Museum of Art         | Door Hugo van der Goes of een schilder uit zijn omgeving                             |
|            | De ontmoeting van Jakob en Rachel | ca. 1475      | Penseel en pen (?) in bruine inkt op papier met een leigrijze grondering, gehoogd in wit      | 33,8 × 57,2      | Oxford, Christ Church College, inv. JBS 1309 |                                                                                      |
|            | Christus aan het kruis            | ca. 1480      | penseel in donkerbruin pigment op papier met een grijsviolette grondering, gehoogd in wit     | 25,8 × 20,4/21,0 | Windsor Castle, The Royal Collection         | Toegeschrijving omstreden                                                            |
|            | Zittende vrouwelijke heilige      | ca. 1475-1485 | penseel in grijze inkt, gehoogd in wit, over een tekening in zwart krijt op grijsgroen papier | 23 × 18,9        | Londen, The Courtauld                        | Waarschijnlijk een nauwkeurige atelierkopie naar een origineel van Hugo van der Goes |

## Verloren werken
De volgende werken zijn verloren gegaan, maar bekend van beschrijvingen, kopieën of vrije navolgingen.
| Afbeelding        | Titel                                | Opmerkingen                                                                              | Locatie kopieën                                                                               |
| ----------------- | ------------------------------------ | ---------------------------------------------------------------------------------------- | --------------------------------------------------------------------------------------------- |
|                   | De geschiedenis van David en Abigaïl | Schoorsteenstuk in een huis in Gent; waarschijnlijk een relatief vroeg werk.             | - diverse vrije navolgingen                                                                   |
| Michael Sittow    | De geboorte bij nacht of Kerstnacht  | Identiek aan het linkerpaneel van het Monforte-retabel ?                                 | - Michael Sittow - Gerard David - en andere vrije navolgingen; zie ook Geertgen tot Sint Jans |
| Ambrosius Benson  | Deipara Virgo                        |                                                                                          | - Koninklijk Museum voor Schone Kunsten Antwerpen: vrije navolging door Ambrosius Benson      |
|                   | Epitaaf van Wouter Gauthier          |                                                                                          |                                                                                               |
| Adriaen Isenbrant | Virgo inter virgines                 | Een hypothetische, grotere versie van de voorstelling op het epitaaf van Wouter Gauthier | - Diverse vrije navolgingen, zoals die van Adriaen Isenbrant (?)                              |

## Verwante werken en mogelijke toeschrijvingen
De volgende werken zijn gemaakt door kunstenaars die nauw in contact stonden met Hugo van der Goes. Vanwege de hoge kwaliteit worden ze door sommige auteurs aan hemzelf toegeschreven. Meestal komen er motieven in voor die ook terugkeren in de algemeen geaccepteerde werken. Het gaat om werken die doorgaans worden toegeschreven aan Justus van Gent (al dan niet identiek aan Joos van Wassenhove), de Weense meester van Maria van Bourgondië en de Meester van de Houghton-miniaturen.
| Afbeelding | Titel                                                                                              | Datering      | Techniek            | Afmetingen h × b                                       | Locatie                                                           | Opmerkingen                                                                                     |
| ---------- | -------------------------------------------------------------------------------------------------- | ------------- | ------------------- | ------------------------------------------------------ | ----------------------------------------------------------------- | ----------------------------------------------------------------------------------------------- |
|            | Calvarietriptiek                                                                                   | ca. 1464-1468 | olieverf op paneel  | middenpaneel: 215 × 169,3 cm zijpanelen: 214 × 78,6 cm | Gent, Sint-Baafskathedraal                                        | Toegeschreven aan Justus van Gent alias Joos van Wassenhove of aan een onbekende Gentse meester |
|            | De aanbidding door de wijzen                                                                       | ca. 1475      | lijmtempera op doek | 109,2 × 160 cm                                         | New York, Metropolitan Museum of Art                              | Toegeschreven aan Justus van Gent alias Joos van Wassenhove                                     |
|            | Getijdenboek van Engelbrecht van Nassau                                                            | ca. 1475      | miniatuur           | 137 × 95 mm                                            | Oxford, Bodleian Library                                          | Toegeschreven aan de Weense meester van Maria van Bourgondië                                    |
|            | Getijdenboek van Maria van Bourgondië, fol. 14v: Raamminiatuur met Madonna in een kerk             | ca. 1478      | miniatuur           | 225 × 163 mm                                           | Wenen, Österreichische Nationalbibliothek                         | Toegeschreven aan de Weense meester van Maria van Bourgondië                                    |
|            | Getijdenboek van Maria van Bourgondië, fol. 43v: Raamminiatuur met Christus aan het kruis genageld | ca. 1478      | miniatuur           | 225 × 163 mm                                           | Wenen, Österreichische Nationalbibliothek                         | Toegeschreven aan de Weense meester van Maria van Bourgondië                                    |
|            | Getijdenboek van Maria van Bourgondië, fol. 99v: Raamminiatuur met De kruisiging                   | ca. 1478      | miniatuur           | 225 × 163 mm                                           | Wenen, Österreichische Nationalbibliothek                         | Toegeschreven aan de Weense meester van Maria van Bourgondië                                    |
|            | Emerson-White-getijdenboek, fol. 99v: De heilige Antonius                                          | ca. 1478-1482 | miniatuur           | 145 × 102 mm                                           | Cambridge (Massachusetts), Harvard-universiteit, Houghton Library | Toegeschreven aan de Meester van de Houghton-miniaturen (alias Hugo van der Goes ?)             |
|            | Miniatuur uit Emerson-White-getijdenboek: De verkondiging aan de herders                           | ca. 1478-1482 | miniatuur           | 125 × 90 mm                                            | Los Angeles, J. Paul Getty Museum                                 | Toegeschreven aan de Meester van de Houghton-miniaturen                                         |
|            | Huth-getijdenboek, fol. 66v: De visitatie                                                          | ca. 1480-1482 | miniatuur           | 148 × 116 mm                                           | Londen, British Library                                           | Toegeschreven aan de Meester van de Houghton-miniaturen                                         |
|            | Huth-getijdenboek, fol. 145v: Het twistgesprek van de heilige Barbara                              | ca. 1480-1482 | miniatuur           | 148 × 116 mm                                           | Londen, British Library                                           | Toegeschreven aan de Meester van de Houghton-miniaturen                                         |

## Navolgers
De volgende werken werden in het verleden aan Hugo van der Goes toegeschreven, maar volgens de huidige inzichten zijn ze gemaakt door navolgers of op zijn minst is de toeschrijving omstreden.
| Afbeelding | Titel                                             | Datering      | Techniek           | h × b (cm)    | Locatie                              | Opmerkingen |
| ---------- | ------------------------------------------------- | ------------- | ------------------ | ------------- | ------------------------------------ | ----------- |
|            | Maria met kind en heiligen of Sacra conversazione | ca. 1480      | olieverf op paneel | 110,8 × 125,2 | The Phoebus Foundation               |             |
|            | Portret van een monnik                            | ca. 1480-1485 | olieverf op paneel | 25,1 × 18,7   | New York, Metropolitan Museum of Art |             |